# Xã Valley, Quận Pope, Arkansas
Xã Valley (tiếng Anh: Valley Township) là một xã thuộc quận Pope, tiểu bang Arkansas, Hoa Kỳ. Năm 2010, dân số của xã này là 3.258 người.